# Gradient de pressió
El gradient de pressió en les ciències de l'atmosfera (meteorologia, climatologia i camps relacionats) i típicament de l'atmosfera terrestre, més generalment de qualsevol fluid és una quantitat física que descriu en quina direcció i a quina taxa canvia la pressió al voltant d'una localitat determinada. El gradient de pressió s'expressa en unitats de pressió per unitat de llargada. En el sistema internacional d'unitats es fa servir el pascal per metre (Pa/m).

## Descripció matemàtica
Assumint que la pressió p és una quantitat intensiva, és a dir, una funció contínua i diferenciable de tres dimensions (sovint anomenat un camp escalar) que 
{\displaystyle p=p(x,y,z)}
on x, y i z són coordenades cartesianes de la localitat que interessa, aleshores el gradient de pressió és una quantitat vectorial definida com
{\displaystyle \nabla p={\begin{pmatrix}{\frac {\partial p}{\partial x}},{\frac {\partial p}{\partial y}},{\frac {\partial p}{\partial z}}\end{pmatrix}}}

## Interpretació física
Estrictament parlant el concepte de gradient de pressió és una caracterització local de l'aire (o fluid)

## Importància en el temps i el clima
Les diferències en la pressió de l'aire en dues localitats són crítiques en el pronòstic meteorològic i el clima. El gradient de pressió és una de les forces principals sobre l'aire quan es mou en forma de vent. Cal remarcar que la força de gradient de pressió va de les zones d'alta pressió a les de baixa pressió en direcció oposada al mateix gradient de pressió.